# Bernhard Grau
Bernhard Grau (* 11. Februar 1856 in Zeppenfeld (Neunkirchen); † 1. März 1924 in Berlin) war ein deutscher Hüttenmann und Manager der deutschen Stahlindustrie.

## Leben
Bernhard Grau studierte ab 1874 am Polytechnikum Aachen Chemie und Hüttenwesen. 1875 wurde er dort Mitglied im Fachverein der Chemiker und Hüttenleute, dem späteren Corps Montania. Nach Abschluss des Studiums hatte er zunächst eine Anstellung beim Eschweiler Bergwerks-Verein und beim Hochofenwerk Phönix in Ruhrort. Anschließend ging er als Ingenieur zur Flavahütte des Guido Henckel von Donnersmarck in Königshütte in Oberschlesien. Auf seine Initiative errichtete Guido Henckel von Donnersmarck Ende des 19. Jahrhunderts die Eisenwerk Kraft AG bei Stettin als erstes küstesnahes Stahlwerk Deutschlands mit kostengünstigerem Zugang zu ausländischem Eisenerz, deren Generaldirektor er wurde. 1897 wurde der erste Hochofen, eine Kokerei und eine Zementfabrik zur Verwertung der Hochofenschlacke in Betrieb genommen. Ein besonderes Verdienst Graus war die Anerkennung des Portlandhüttenzements als genormter Baustoff. Des Weiteren vergrößerte er unter der Führung Guido Henckel von Donnersmarcks die Eisenwerk Kraft AG durch Fusion mit der Niederrheinischen Hütte in Duisburg, die er stetig weiter entwickelte durch Bau von neuen Hochöfen und Walzwerken und durch Akquisition der Drahtzieherei Krieg & Tigler in Wesel.